# Rita Montes
Rita Montes (Pergamino (Buenos Aires), Argentina, ca.1927 - julio de 2000) fue una compositora y cantante de tango que realizó su carrera en Argentina.

## Carrera profesional
Comenzó a interesarse por el tango en el colegio religioso en el que cursó sus estudios secundarios y, ya viviendo en Buenos Aires, cantó en numerosas peñas temas de su autoría y de los mayores maestros del tango. Más adelante actuó durante varias temporadas en el teatro La Fusa y trabajó en Canal 9, donde compartió varios programas con Hugo del Carril y participó en Pasado, presente y amor, un ciclo que combinó la música con el humor.
Convocada por el director Marcelo Lavalle intervino en el espectáculo teatral Decís que el tango no funca, y a continuación, acompañada por Sarah Bianchi y Mane Bernardo intervino en un espectáculo que combinaba títeres y música del Río de la Plata titulado Mano a mano con el tango, que se presentó en Montevideo, donde logró dos importantes premios, y pasó luego durante dos temporadas a la sala La Gallina Embarazada, en Buenos Aires.
Es autora de varios tangos, entre los que se cuentan En los tiempos de tu abuela, que se convirtió en una gran creación de Enrique Dumas, y El idioma nacional.
En la década de 1980 concibió junto a Tina Helba el espectáculo Cuando el tango es mujer, una melancólica evocación de figuras de honda raigambre en el gusto popular.
Rita Montes, que estaba casada con el autor y actor Jorge Grasso, falleció en forma repentina por un ataque cardíaco.